# Fritz Leiber (schrijver)

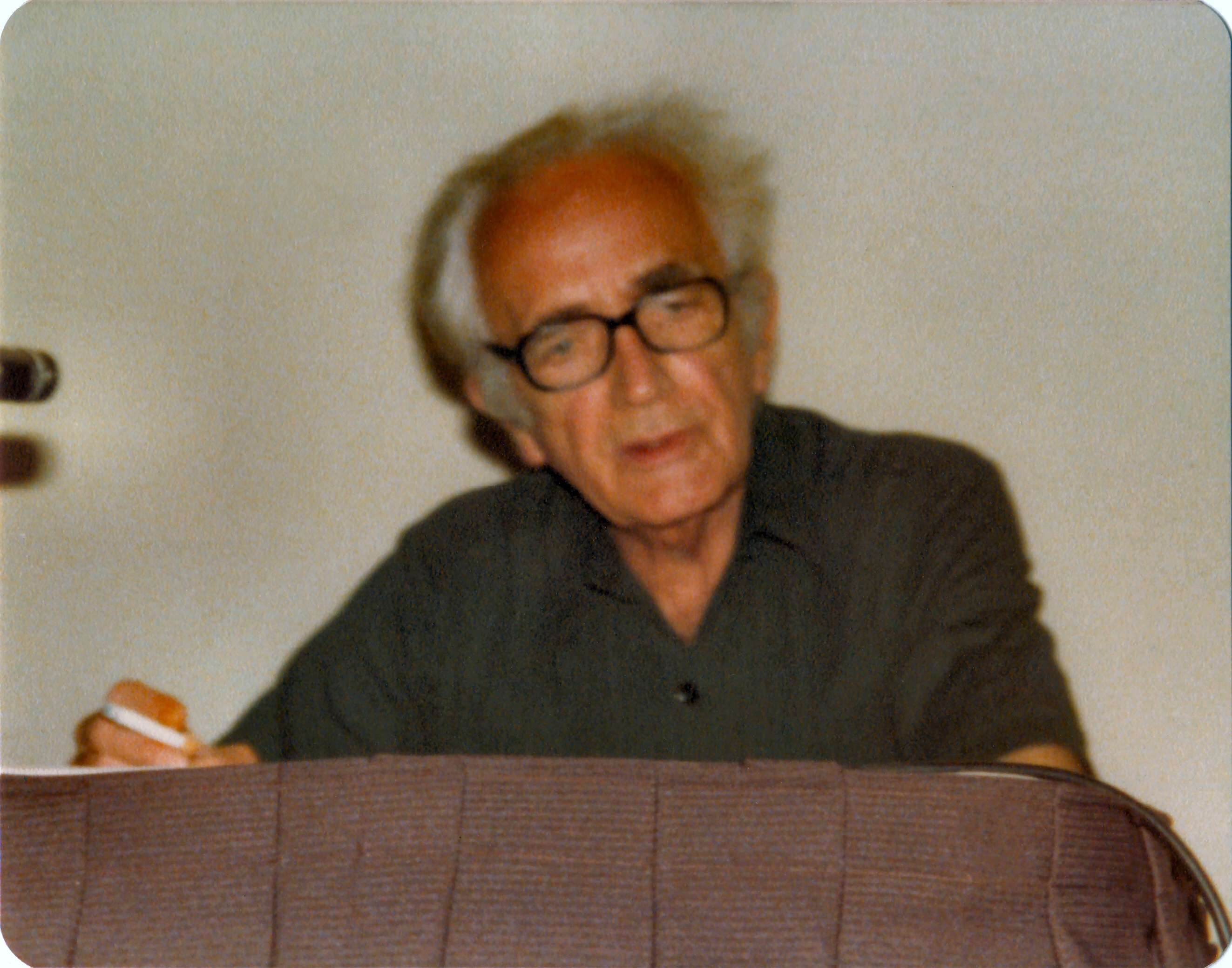
Fritz Leiber op de 36e World Science Fiction Convention 1978 in Phoenix (Arizona).

Fritz Reuter Leiber Jr. (Chicago (Illinois), 24 december 1910 - San Francisco (California), 5 september 1992) was een invloedrijke Amerikaanse schrijver van sciencefiction, fantasy en horror.

## Biografie
Fritz was het kind van twee Shakespeare acteurs - Fritz Sr. en Virginia Bronson. Hij was gefascineerd door het theater wat in verschillende verhalen tot uiting kwam. Zo gaan de verhalen No Great Magic and Four Ghosts in Hamlet over reizende Shakespeare-gezelschappen. Leiber trouwde in 1936 met Jonquil Stephens, hun zoon Justin Fritz Leiber werd in 1938 geboren. De dood van zijn vrouw in 1969 werd gevolgd door een driejarige periode van alcoholisme waarbij hij ook nog geplaagd werd door geldgebrek. Daarna schreef hij met de fantasy-roman Our Lady of Darkness, gesitueerd in het hedendaagse San Francisco, weer op zijn oude niveau. In 1992 trouwde Leiber met de journaliste en dichteres Margo Skinner een jarenlange vriendin. Hij overleed in hetzelfde jaar aan een beroerte.

## Werk
Veel van Leibers beste werk wordt gevormd door korte verhalen, waaronder horror. Met verhalen als The Girl With the Hungry Eyes en You're All Alone (ook wel: The Sinful Ones) was hij een voorloper van het moderne horrorverhaal. Leiber was in zijn vroegere werk sterk beïnvloed door H.P. Lovecraft en Robert Graves. Vanaf eind jaren 50 groeide de invloed van het werk van Carl Gustav Jung.
Zijn SF-romans In de macht van morgen (The Big Time - 1958) en De zwerver (The Wanderer - 1965) en zijn korte verhalen Laat de botten rollen (Gonna Roll the Bones - 1967), over een gokker die dobbelt met de Dood, en Schaduwschip (Ship of Shadows - 1970) wonnen Hugo Awards; Bones won ook een Nebula Award. Het verhaal Catch that Zeppelin! (1975) bracht hem nog een Nebula en een Hugo.
Zijn bekendste werk is waarschijnlijk de serie fantasyverhalen over Fafhrd en de Grijze Muizer, die gedurende een periode van 50 jaar geschreven werden. Hoofdpersonen zijn de barbaar Fafhrd en de dief / magiër de Grijze Muizer, die voor een deel in de fascinerende stad Lankhmar hun avonturen beleven. (Fafhrd was gebaseerd op Leiber zelf en de Muizer op zijn vriend Harry Fischer.) De verhalen zijn in zeven bundels verzameld, hebben hun charme behouden en worden dus nog steeds uitgegeven. Ze zijn een vormend voorbeeld geweest voor het Sword & Sorcery genre. Gary Gygax heeft een flink deel van de inspiratie voor het creëren van het spel Dungeons & Dragons uit dit materiaal geput. De stad Ankh-Meurbork van Terry Pratchetts Schijfwereld-serie lijkt in meer dan één aspect op Lankhmar (vooral in het eerste boek: De Kleur van Toverij). De novelle Noodlottige ontmoeting in Lankhmar (Ill met in Lankhmar) uit deze reeks won een Hugo en een Nebula award in 1971.
Hij schreef een korte autobiografie, te vinden in de verzameling The Ghost Light (1984).
Leiber speelde ook in enkele films, één keer met zijn vader in The Hunchback of Notre Dame (1939). Zijn roman Conjure Wife, waarin een man ontdekt dat zijn vrouw (en alle andere vrouwen) regelmatig magie gebruikt, werd driemaal verfilmd als Weird Woman (1944), Burn Witch, Burn (ook Night of the Eagle) (1962) en Witches' Brew (ook Which Witch is Which?) (1980)
Leiber was zeer populair bij zijn lezers en collega-schrijvers. Fans kenden hem de Gandalf Grand Master Award toe tijdens de World Science Fiction Convention (Worldcon) in 1975 en in 1981 stemden schrijvers van de Science Fiction and Fantasy Writers of America voor hem als winnaar van hun Grand Master prijs.

## Geselecteerde bibliografie
Zwaarden-serie met Fafhrd en de Grijze Muizer
- 1970 - Zwaarden en duivelskunst (Swords and Deviltry)
- 1970 - Zwaarden tegen de dood (Swords Against Death)
- 1968 - Zwaarden in de mist (Swords in the Mist)
- 1968 - Zwaarden tegen magiërs (Swords Against Wizardry)
- 1968 - De Zwaarden van Lankhmar (The Swords of Lankhmar)
- 1977 - Zwaarden en ijsmagie (Swords and Ice Magic)
- 1988 - Zwaarden in de schemering (The Knight and Knave of Swords)

The Change War
- 1958 - In de macht van morgen (The Big Time)
- 1961 - The Mind Spider and Other Stories
- 1981 - The Changewar

Romans
- 1943 - Verzamel, duisternis! (Gather, Darkness!)
- 1945 - Destiny Times Three
- 1950 - Afvaart om middernacht (The Ship Sails at Midnight)
- 1953 - Conjure Wife
- 1953 - De groene kat (The Green Millennium)
- 1961 - The Silver Eggheads
- 1964 - De zwerver (The Wanderer)
- 1966 - Tarzan and the Valley of Gold
- 1968 - Een spook waart rond in Texas (A Spectre Is Haunting Texas)
- 1977 - Our Lady of Darkness (1977)
- 1977 - Rime Isle

## Belangrijkste prijzen
- Hugo Award
  - The Big Time (1958) - novel
  - The Wanderer (1965) - novel
  - Gonna Roll the Bones (1968) - novelette
  - Ship of Shadows (1970) - novella
  - Ill Met in Lankhmar (1971) - novella
  - Catch That Zeppelin! (1976) - short story
- Nebula Award
  - Gonna Roll the Bones (1968) - novelette
  - Ill Met in Lankhmar (1971) - novella
  - Catch That Zeppelin! (1976) - short story
- Locus Award
  - The Best of Fritz Leiber (1975) - single author collection
  - The Ghost Light (1985) - collection
- World Fantasy Award (1976) - life achievement
  - Belsen Express (1976) - short fiction
  - Our Lady of Darkness (1978) - novel
- British Fantasy Award
  - The Button Molder (1980) - short fiction
- Gandalf Grand Master Award (1975)
- SFWA Grand Master Award (1981)
- Bram Stoker Award (1987) - life achievement

- Bibsys: 90705550
- Biblioteca Nacional de España: XX967757
- Bibliothèque nationale de France: cb119122572 (data)
- Catàleg d'autoritats de noms i títols de Catalunya: 981058610521706706
- CiNii: DA06654622
- Gemeinsame Normdatei: 119203413
- International Standard Name Identifier: 0000 0000 8115 1820
- Library of Congress Control Number: n79054477
- MusicBrainz: 30b8b0fa-2164-4a54-8da4-555fff96f370
- Bibliotheek van het Japanse parlement: 00447277
- Nationale Bibliotheek van Tsjechië: xx0000276
- Nationale bibliotheek van Australië: 35298837
- Nationale Bibliotheek van Israël: 987007576543305171
- Nationale Bibliotheek van Polen: a0000001267445
- Nationale en Universitaire bibliotheek Zagreb: 000055264
- Nederlandse Thesaurus van Auteursnamen: 072717653
- Réseau des bibliothèques de Suisse occidentale: 02-A003509767
- Istituto Centrale per il Catalogo Unico: CFIV067134
- SNAC: w60z7vxk
- Système universitaire de documentation: 026980827
- Trove: 902663
- Virtual International Authority File: 36920990
- WorldCat: E39PBJfrGjQdBxhxHW4WCd6h73